# 斯坦顿 (北达科他州)
斯坦顿（英語：Stanton），是美国北达科他州下属的一座城市。根据2010年美国人口普查，该市有人口366人。2011年估计该市有人口367人，相对于2010年，增长率为0.27%。